# Tessa Witteman
Tessa Witteman is een Nederlands langebaanschaatsster en marathonschaatsster.
In 2016 en 2017 startte Witteman op de Nederlandse kampioenschappen afstanden op het onderdeel massastart.
In februari 2018 maakte Witteman bekend te zullen stoppen als actief schaatsster.
Na haar schaatscarrière werd Witteman verpleegkundige.

## Records

### Persoonlijke records[4]
| Afstand    | Tijd    | Datum            | Baan       |
| ---------- | ------- | ---------------- | ---------- |
| 500 meter  | 47,37   | 15 maart 2009    | Den Haag   |
| 1000 meter | 1.34,55 | 15 maart 2009    | Den Haag   |
| 1500 meter | 2.27,26 | 22 december 2007 | Den Haag   |
| 3000 meter | 4.33,81 | 28 november 2016 | Heerenveen |